# Seznam čeških novinarjev
Seznam čeških novinarjev.

## A
- Jakub Arbes

## B
- Vladimír Babula
- Josef Barák
- Eduard Bass
- Rudolf Bechyně
- Beneš
- Karel Havlíček Borovský
- Josef Brož (novinář)
- Václav Burian (1959-2024)

## Č
- Karel Matěj Čapek-Chod

## D
- Jan Drda
- Jaroslav Durych
- Viktor Dyk

## E
- Karla Erbová

## F
- Ota Filip
- Josef Václav Frič
- Norbert Frýd
- Julius Fučík

## H
- Jan Herben
- Egon Hostovský

## J
- Milena Jesenská

## K
- Egon Erwin Kisch
- Jaroslav Kmenta
- Karel Konrád
- Pavel Kosatík
- Petr Kučera

## L
- František Langer

## N
- Ondřej Neff
- Jan Neruda

## O
- Jiří Ovčáček

## P
- Josef Boleslav Pecka
- Jiří Pelikán
- Ferdinand Peroutka
- Eduard Petiška
- Jan Petránek
- Petra Procházková

## R
- Tomáš Řezáč

## S
- Karel Sabina
- Jaroslav Seifert
- František Sís
- Josef Václav Sládek

## Š
- Jaromír Štětina

## T
- Vlastimil Tusar

## U
- Jan Urban

## Z
- Ladislav Zápotocký